# Günter Lampe (Komponist)

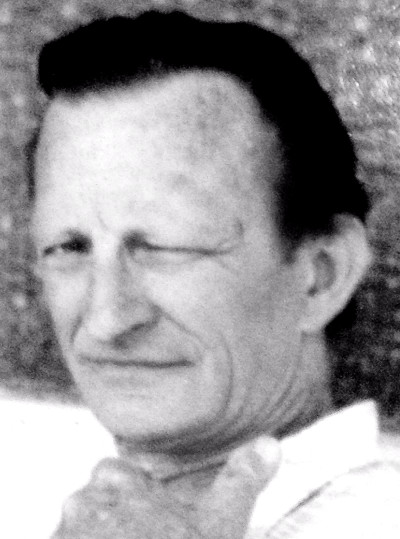
Günter Lampe 1985

Günter Lampe (* 25. Juli 1925 in Weimar; † 19. September 2003 ebenda) war ein deutscher Komponist, Dirigent und Musikpädagoge.

## Leben
Günter Lampe war Sohn des kaufmännischen Angestellten Karl Lampe und dessen Frau Else, geb. Löwe. Während seiner Volksschulzeit in Weimar von 1932 bis 1938 war er Mitglied des Kinderchores der Staatlichen Hochschule für Musik Weimar und hatte privaten Unterricht in Klavier, Blockflöte, Gitarre und Akkordeon.
Nach der Oberschule legte er im Jahr 1943 das Notabitur ab und wurde anschließend zu Reichsarbeitsdienst und Wehrmacht eingezogen.
Nach der Entlassung aus amerikanischer Gefangenschaft studierte er von 1947 bis 1951 an der Hochschule für Musik Franz Liszt Weimar Klarinette bei Kurt Misgaiski, Klavier bei Siegfried Rapp, sowie Musiktheorie und Komposition bei Ottmar Gerster und Helmut Riethmüller.
Im Juni 1951 heiratete Lampe die Bankangestellten Gudrun Zimmermann (1928–2008), in den Jahren 1952/53 wurden ihre beiden Kinder geboren. Seine Berufung zum Dozenten für Musiktheorie und Tonsatz an der Hochschule für Musik Franz Liszt Weimar erfolgte im Jahr 1952. Im Jahr 1955 wurde Günter Lampe Erster Preisträger eines Kompositionswettbewerbs des Musikverlages Hohner in Trossingen.
Günter Lampe war Mitglied im Verband der Komponisten und Musikwissenschaftler der DDR (VDK/VKM).

## Werke (Auswahl)
Lampes Werk umfasst vor allem Kammermusik und Unterrichtsliteratur, aber auch sinfonische Musik, Lieder und Musik für Volksinstrumente (Akkordeon, Gitarre, Zupforchester).
- Vier Klavierstücke (1950)[4]
- Drei Tänze für Zupforchester – Allegretto giocoso; Un poco andante; Allegro (1950)[4]
- Kleine Sonate (für Klavier) – Allegro ma non troppo; Adagio; Allegro giocoso (1950)[4]
- Drei Stücke für Klarinette und Klavier – Allegro; Andante con espressivo; Vivace (1950)[4]
- Spielmusik für Flöte und Gitarre – Marsch; Zwischenspiel; Walzer; Ausklang (1951)[4]
- Drei Stücke für Akkordeon und Gitarre – Präludium; Intermezzo; Finale (1951)[4]
- Fünf Volkslieder für Sopran und Bläserquintett – Mein Mädel hat einen Rosenmund; Wenn ich ein Vöglein wär; Das Lieben bringt groß Freud; Jetzt gang ich ans Brünnele; Kein schöner Land (1951)[4]
- Concertino giocoso für Horn und Streichorchester – Allegretto; Molto Andante; Rondo (allegro ma non troppo) (1952)[4]
- Miniaturen für Zupforchester – Kleiner Marsch; Elegie; Tanzstück (1952)[4]
- Zwei Volkslieder für Tenor und Bläserquintett – Hopsa Schwabenliesel; Der Musikant aus Schwaben (1952)[4]
- Suite für Volksmusikorchester – Vorspiel; Tanzstück; Zwischenspiel; Rother Kirmespolka (1953)[4]
- Fünf Stücke für Akkordeon – Vorspiel; Tanz; Melodie; Lustiger Marsch; Kleiner Reigen (1953)[4]
- Sonate für Klarinette und Klavier – Allegro ma non trappo; Lento; Rondo (1955)[4]
- Drei Skizzen für chromatische Mundharmonika und Akkordeon – Graziöser Tanz; Nocturno; Beschwingter Marsch (1957)[4]
- Fünf leichte Stücke für Gitarre – Allegretto gracioso; Moderato; Andante; Maestoso; Un poco andante (1958)[4]
- Drei Bagatellen für Gitarre – anz; Kleiner Marsch; Orgelpunkt (1958)[4]
- Drei kleine Stücke (für Sopran- und Alt-Melodica) – Ostinato; Zwiegesang; Marsch (1960)[4]
- Wiener Suite für 4 Instrumente ad lib. – Drehorgel; Walzer; Marsch; Serenade (1962)[4]
- Skandinavische Suite für Streichorchester – Dänischer Marsch; Norwegisches Lied; Schwedischer Rundtanz (1964)[4]
- Tre pezzi für Flöte u. Streichorchester/Klavier – con spirito; calmato; molto vivo (1966)[4]
- Concerto sereno für Klarinette und Orchester – Giocoso ritmico; Molto quieto e poco doloroso; Canto leggiero (1968)[4]
- Drei Volksliedsätze für Instrumentalquartett – Melodie aus Finnland; Ukrainischer Dudelsack; Nahöstliches Liebeslied (1969)[4]
- Rhythmische Suite – Promenade; Romanze; Swing und Sweet (1972)[4]
- Traduzione für Flöte – Movimento per flauto solo (1973)[4]
- Vier leichte Waldhornstücke mit Klavierbegleitung – Molto cantabile; Marcato; Espressivo; Giocoso e poco marcato (1975)[4]
- Triade für Holzbläserquartett – Toccatina; Arietta pastorale; Quasi marcia burchetta (1976)[4]
- Vier kleine Gitarrestücke – Taktwechsel-Miniatur; Arietta semplice; Dodekaphone Studie; Bulgarisches Motiv (1978)[4]
- Tre Minipezzi für Orgel zu 4 Händen und Füßen – ritmo ostinato; cantabile; giocoso riseluto (1983)[4]
- Quatre chants lyrique – Der Himmel überm Dache liegt; Sonnenuntergang; Mit gedämpfter Stimme; Seestück, Text: Paul Verlaine (1987)[4]
- Vier Bagatellen für 3 Fagotte / Violincelli – ritmo; cantabile; animato; poco risoluto (1989)[4]
- Brass-bits – Tempo di marcia; Canzona; Ritmo ostinato (1998)[4]
- Duettino für Klarinette u. Fagott – Con leggerezza; Molto cantando; Danza (2001)[4]